# Schottische Basketballnationalmannschaft der Damen
Die schottische Basketballnationalmannschaft der Damen vertrat Schottland von 1947 bis 2005 im internationalen Basketball und wurde vom Basketballverband basketballscotland organisiert.
Im Jahr 2005 schlossen sich die nationalen Basketballverbände von England, Schottland und Wales zusammen und gründeten die britische Basketballnationalmannschaft der Damen mit dem Ziel, eine wettbewerbsfähige Mannschaft aufzustellen, die bei großen internationalen Turnier Medaillen gewinnen kann. Zum 30. September 2016 kündigten die nationalen Verbände von England, Schottland und Wales ihre FIBA-Mitgliedschaft, da sie international nur noch unter dem Dach des britischen Basketballverbands auftreten.

## Abschneiden bei internationalen Wettbewerben

### Olympische Spiele
| - keine |

### Weltmeisterschaften
| - keine |

### Europameisterschaften
| - 1956 – 16. Platz |